# Lernanist
Lernanist (in armeno Լեռնանիստ?, fino al 1978 Verin Akhta) è un comune dell'Armenia di 3 080 abitanti (2008) della provincia di Kotayk'.